# Mont-de-Marrast
Mont-de-Marrast is een gemeente in het Franse departement Gers (regio Occitanie) en telt 101 inwoners (2009). De plaats maakt deel uit van het arrondissement Mirande.

## Geografie
De oppervlakte van Mont-de-Marrast bedraagt 7,1 km², de bevolkingsdichtheid is dus 14,2 inwoners per km².
De onderstaande kaart toont de ligging van Mont-de-Marrast met de belangrijkste infrastructuur en aangrenzende gemeenten.

## Demografie
Onderstaande figuur toont het verloop van het inwonertal (bron: INSEE-tellingen).